# Loranthaceae
Las lorantáceas (Loranthaceae) son una familia de plantas generalmente arbustivas, epifitas, hemiparásitas u holoparásitas, siempre con clorofila (a veces poca). 
Hojas simples, enteras o escuamiformes, de disposición helicoidal o verticilada. Flores unisexuales o hermafroditas, actinomorfas, una envuelta con 4-6 piezas, androceo con igual número de piezas que el periantio, de ovario ínfero, unilocular, con 2-3 carpelos, óvulos reducidos al saco embrionario. Frutos por lo común en baya, semillas con tendencia al desdoblamiento de los cotiledones (2-4-6) y protegidas por una substancia pegajosa segregada por el eje floral (viscina, usada como liga para pájaros). Unas 1400 especies repartidas en 74 géneros, la mayoría intertropicales.

## Géneros
| - Actinanthella - Aetanthus - Agelanthus - Alepis - Amyema - Amylotheca - Atkinsonia - Bakerella - Barathranthus - Benthamina - Berhautia - Cecarria - Cladocolea - Cyne - Dactyliophora - Decaisnina - Dendropemon - Dendrophthoe - Desmaria | - Diplatia - Distrianthes - Elytranthe - Emelianthe - Englerina - Erianthemum - Gaiadendron - Globimetula - Helicanthes - Helixanthera - Ileostylus - Ixocactus - Kingella - Lampas - Lepeostegeres - Lepidaria - Ligaria - Loranthus - Loxanthera | - Lysiana - Macrosolen - Moquiniella - Muellerina - Notanthera - Nuytsia - Oliverella - Oncella - Oncocalyx - Oryctanthus - Oryctina - Panamanthus - Papuanthes - Pedistylis - Peraxilla - Phragmanthera - Phthirusa - Plicosepalus | - Psittacanthus - Scurrula - Septulina - Socratina - Sogerianthe - Spragueanella - Struthanthus - Tapinanthus - Taxillus - Tetradyas - Thaumasianthes - Tolypanthus - Trilepidea - Tripodanthus - Tristerix - Trithecanthera - Tupeia - Vanwykia |

## Sinónimos
- Dendrophthoaceae, Elytranthaceae, Gaiadendraceae, Nuytsiaceae, Psittacanthaceae